# クリューセーイス

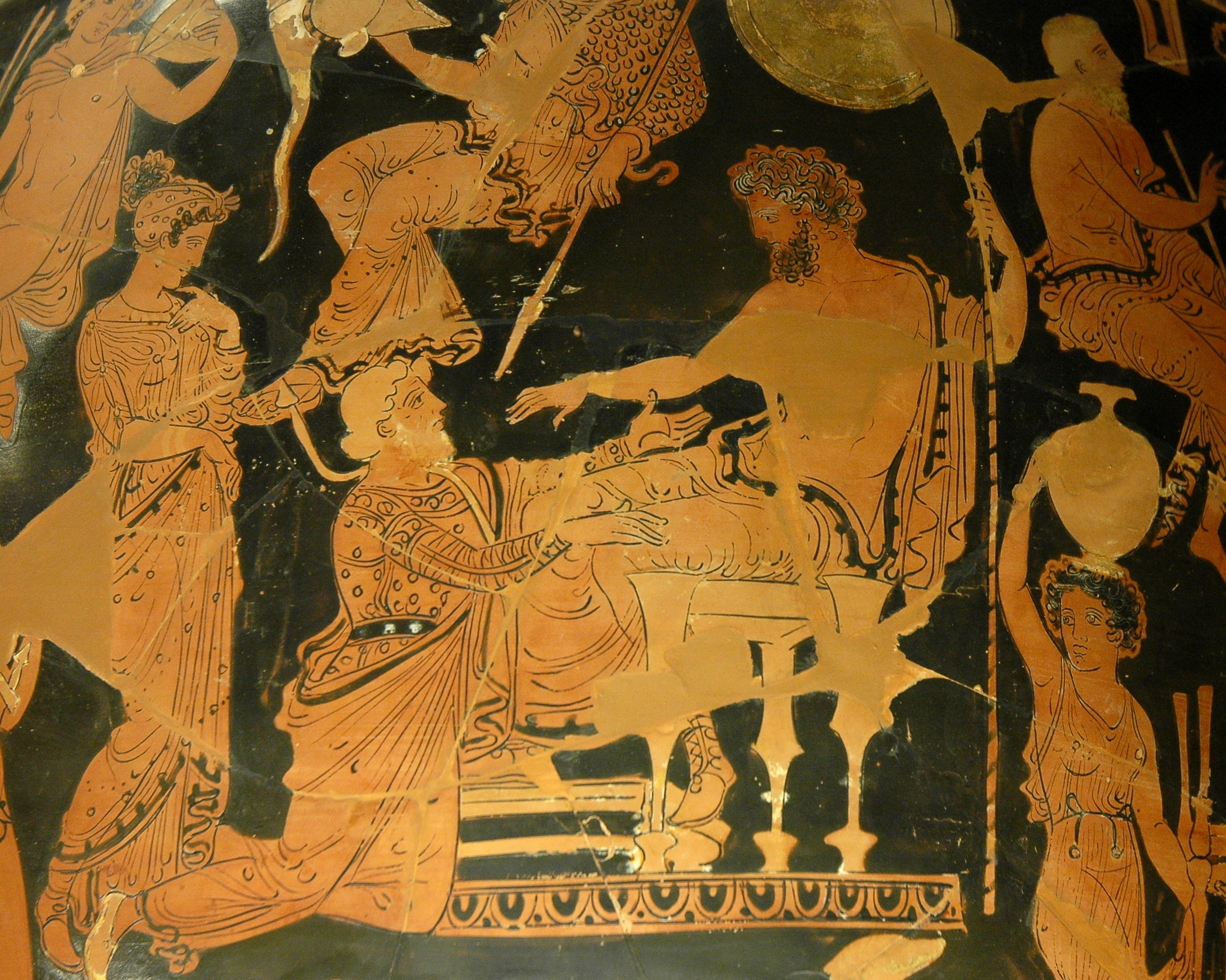
クリューセーイスとアガメムノーンに娘の返還を求める父クリューセース。前360年から前350年頃のプーリア赤絵式渦巻型クラテール。ターラント出土。ルーヴル美術館所蔵。

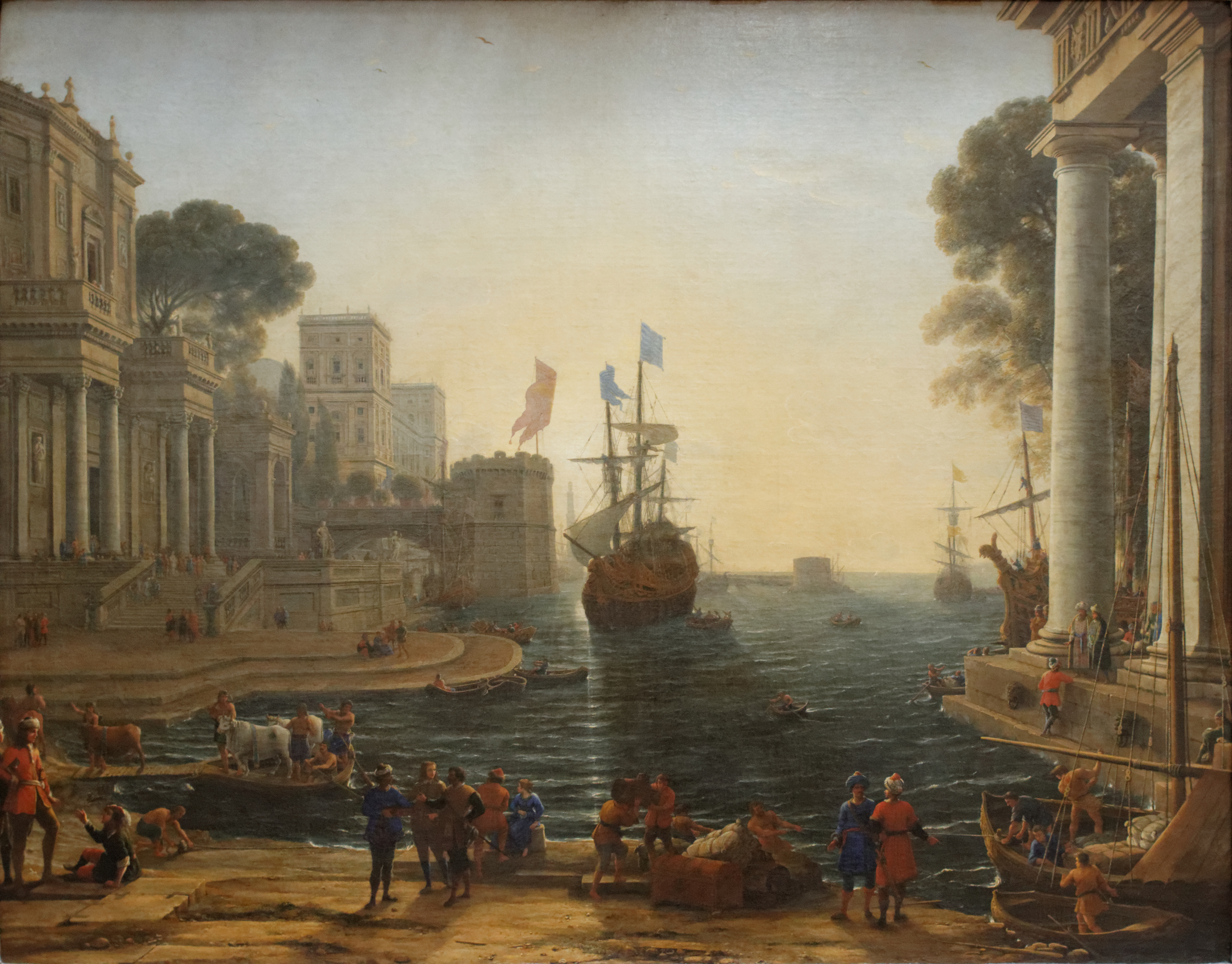
クロード・ロランの1644年頃の絵画『クリュセイスを父親のもとへ送り届けるオデュッセウス』。前360年から前350年頃。ターラント出土。ルーヴル美術館所蔵。

クリューセーイス（古希: Χρυσηΐς, Chrȳsēïs）は、ギリシア神話の女性である。長母音を省略してクリュセイスとも表記される。クリューセー市のアポローンの神官クリューセースの娘で、アガメムノーンの子クリューセースの母。

## 神話
トロイア戦争においてギリシア軍がミューシアのテーベ市を攻撃したとき、テーベを訪れていたクリューセーイスは捕らわれ、アガメムノーンの褒賞として与えられた。
クリューセーイスが捕虜となったことを知った父クリューセースはギリシア軍の陣地を訪れ、娘を返してくれるよう求めたが、アガメムノーンは彼女を妻のクリュタイムネーストラーより気に入っていたのでクリューセースを追い返した。クリューセースはアポローンに祈ってギリシア軍に災いをもたらすことを願い、アポローンは疫病を起こして多くのギリシア兵を殺したため、アガメムノーンはしぶしぶクリューセーイスの返還に応じ、オデュッセウスに彼女を父のもとに送り届けさせた。しかし彼女の代わりにアキレウスからブリーセーイスを奪ったため、怒ったアキレウスは戦場に出ることを拒んだ。
クリューセーイスは無事に父のもとに送り届けられたが、彼女はアガメムノーンの子を宿しており、クリューセースを生んだ。しかしアガメムノーンの子ではなく、アポローンの子であるとして育てた。後にタウリスのトアース王のもとからオレステースとイーピゲネイアが逃げてきたとき、彼らがアガメムノーンの子であると知り、子のクリューセースに本当の父親がアガメムノーンであることを明かした。クリューセースはオレステースに協力してトアースを殺した。